# Chalicodoma parietina
Chalicodoma parietina  (лат.) — вид пчёл из семейства Megachilidae.
Самки этого вида длиной 15—20 мм, покрыты чёрными волосками, только собирательные волоски посредине ржаво-красные. Крылья коричневые с фиолетовым отливом. Самцы длиной 11—16 мм, с рыжевато-красными волосками, только брюшко, начиная с 4 кольца, чёрное. Крылья прозрачные, по краям дымчатые. 
Встречается часто во всей средней и южной Европе. Весной (в апреле и мае) самки и самцы оставляют свои зимние убежища, летают по цветам и копулируют, после чего вскоре самцы отмирают, а самки строят гнёзда, прилепляя их к камням, скалам или стенным постройкам. На каком-нибудь небольшом углублении самка строит очень твёрдую ячейку из песчинок и мелких камешков, склеенных слюной. Ячейка имеет форму суживающегося кверху напёрстка и бывает длиной до 2—7 см. Самка наполняет её пищей-кашицей (смесь цветочной пыли и нектара), откладывает одно яичко и заделывает ячейку наглухо. Затем около первой ячейки выстраивается ещё несколько ячеек (до 11), расположенных в беспорядке, частью одна около другой, частью одна на другой. Такая группа ячеек образует гнездо. Сверху гнездо покрывается слоем песка, и неровности его поверхности сглаживаются. Большей частью каждая самка строит 2 гнезда по 4—6 ячеек. Постройка продолжается 2—3 недели. К началу июля период постройки гнезда оканчивается, и самки умирают. Обыкновенно на одной стене помещается несколько гнёзд, принадлежащих различным самкам, которые часто вступают в борьбу друг с другом из-за обладания ячейками. 
Яйца цилиндрической формы, на конце закруглены, прозрачны и длиной 3,5—4 мм. Они плавают на поверхности пищевой кашицы. Личинки, выходящие из яиц, недели через 2 после откладки, плавают также сначала на кашице, а затем, по мере уничтожения запаса пищи, опускаются. Они превращаются уже через 4 недели в куколок, окружая себя шелковидным коконом. В начале октября из куколок выходят совершенные насекомые, остающиеся в коконе зимовать до весны, когда они проделывают, при помощи своих челюстей, отверстия в гнезде и вылетают наружу. 
У вида очень много врагов, откладывающих яйца в ячейки пчелы, пока они ещё не заделаны. Таковы многие наездники, например Monodontomerus chalicodomae из семейства толстоножек (Chalcididae), пчела Stelis nasuta из группы пчёл-кукушек (Apidae inquilinae), муха-траурница Argyromoeba subnotata из семейства жужжаловых (Bomhyliidae) и другие. Личинки этих насекомых высасывают личинок пчелы. Паразитом является также личинка жука Meloe erythrocnemis, прицепляющаяся в своей первой стадии (триунгулина, см. гиперметаморфоз) к самке пчелы и попадающая таким образом в ячейку, где личинка уничтожает яйца Chalicodoma parietina, а затем питается пищевой кашицей. 